# 2015–2016-os magyar férfi vízilabda-bajnokság (első osztály)
A 2015-2016-os magyar férfi vízilabda-bajnokság (hivatalosan E.ON férfi OB I) a legrangosabb és legmagasabb szintű vízilabdaverseny Magyarországon. A pontversenyt 110. alkalommal a Magyar Vízilabda-szövetség írta ki és 16 csapat részvételével bonyolítja le.
A címvédő a Szolnoki Dózsa-KÖZGÉP.

## A bajnokságban szereplő csapatok
A Magyar Vízilabda-szövetség 2015. június 9-i döntése értelmében az első osztályú bajnokság létszámát 14-ről 16 csapatosra emelte. Az élvonalban szerepel a 2014–15-ös kiírásban utolsó helyen végzett PVSK-Mecsek Füszért, és a másodosztály bajnoka, a Miskolci Vízilabda Club és a második helyezettje a Tatabányai Vízmű Sport Egyesület is.
| A csapat neve (a bajnokságban használt neve) | A csapat székhelye     | 2014–15   |
| -------------------------------------------- | ---------------------- | --------- |
| Budapesti VSC (BVSC-Wáberer Hungária-Zugló)  | Budapest, Zugló        | 9.        |
| Debreceni VSE                                | Debrecen               | 10.       |
| Egri VK (ZF-Eger)                            | Eger                   | 3.        |
| Ferencvárosi TC                              | Budapest, Ferencváros  | 4.        |
| Kaposvári VK                                 | Kaposvár               | 7.        |
| KSI SE                                       | Budapest, Margitsziget | 13.       |
| Miskolci Vízilabda Club (PannErgy-MVLC)      | Miskolc                | OB I/B 1. |
| Orvosegyetem SC (A HÍD-OSC-Újbuda)           | Budapest, Belváros     | 2.        |
| Pécsi VSK (PVSK-Mecsek Füszért)              | Pécs                   | 14.       |
| Budapesti Honvéd SE                          | Budapest, Kispest      | 6.        |
| Szegedi VE (Tiszavirág Szeged Diapolo)       | Szeged                 | 5.        |
| Szentesi VK (Valdor Szentes)                 | Szentes                | 11.       |
| Szolnoki VSC (Szolnoki Dózsa-KÖZGÉP)         | Szolnok                | 1.        |
| Tatabányai Vízmű Sport Egyesület (TVSE)      | Tatabánya              | OB I/B 2. |
| UVSE (UVSE-Hunguest Hotels)                  | Budapest               | 12.       |
| Vasas SC (VasasPLAKET)                       | Budapest, Angyalföld   | 8.        |

## Sorsolás
A sorsolásra 2015. augusztus 17-én, 12:00 órakor került sor az MVLSZ székházában. A csapatok a 2014/2015. évi bajnokság helyezéseit figyelembe véve páronként (3-4, 5-6, 7-8,…) kerülnek kisorsolásra az ”A” vagy a ”B”csoportba.

## A bajnokság rendszere
A bajnokságot 16 csapat részvételével rendezik meg, és három fő részből áll: az alapszakaszból, a középszakaszból és az egyes helyezésekről döntő rájátszásból.

### Az alapszakasz
A bajnokság alapszakasza őszi és tavaszi szezonból áll, melynek során a csapatok két csoportban (8 csapat) körmérkőzéses rendszerben, a sorsolás szerinti sorrendben és pályaválasztói joggal egymás ellen két mérkőzést játszanak. A bajnoki mérkőzések győztes csapatai három pontot kapnak, döntetlen esetén mindkét csapat egy-egy pontot kap. Vereség esetén nem jár pont.
A Magyar Vízilabda-szövetség Versenybizottsága az alábbi dátumokat jelölte ki a fordulóknak:
- 1. forduló: 2015. szeptember 23.
- 2. forduló: 2015. szeptember 26.
- 3. forduló: 2015. október 8.
- 4. forduló: 2015. október 10.
- 5. forduló: 2015. október 24.
- 6. forduló: 2015. november 4.
- 7. forduló: 2015. november 7.
- 8. forduló: 2015. november 25.
- 9. forduló: 2015. december 9.
- 10. forduló: 2016. január 30.
- 11. forduló: 2016. február 6.
- 12. forduló: 2016. február 13.
- 13. forduló: 2016. február 20.
- 14. forduló: 2016. február 24.

Az alapszakasz végső sorrendjét a bajnoki mérkőzéseken szerzett pontszámok összege határozza meg. Az első helyen a legtöbb, míg az utolsó, a 8. helyen a legkevesebb pontszámot szerzett egyesület végez. Pontegyenlőség esetén a bajnoki sorrendet az alábbi rendszer szerint határozzák meg:
Két csapat azonos pontszáma esetén
1. az egymás ellen játszott bajnoki mérkőzések pontkülönbsége
2. az egymás ellen játszott bajnoki mérkőzések gólkülönbsége
3. az alapszakaszbeli összes bajnoki mérkőzés gólkülönbsége
4. az alapszakaszbeli összes bajnoki mérkőzésen szerzett több gól
5. sorsolás

Három vagy több csapat azonos pontszáma esetén
1. az azonos pontszámú csapatok egymás elleni eredményéből számított „kisbajnokság” pontkülönbsége
2. azonos pontszám esetén a „kisbajnokság” gólkülönbsége
3. az alapszakaszbeli összes bajnoki mérkőzés gólkülönbsége
4. az alapszakaszbeli összes bajnoki mérkőzésen szerzett több gól
5. sorsolás

### A középszakasz
Az „A” és a „B” csoport 1-4., 5-8. helyezett csapatai egy oda-vissza mérkőzést játszanak egymással. A bajnoki mérkőzések győztes csapatai három pontot kapnak, döntetlen esetén mindkét csapat egy-egy pontot kap. Vereség esetén nem jár pont. A csapatok az alapszakasz mérkőzésein szerzett összes pontjukat magukkal viszik.
A Magyar Vízilabda-szövetség Versenybizottsága az alábbi dátumokat jelölte ki a fordulóknak:
- 1. forduló: 2016. február 27.
- 2. forduló: 2016. március 2.
- 3. forduló: 2016. március 5.
- 4. forduló: 2016. március 16.
- 5. forduló: 2016. március 19.
- 6. forduló: 2016. március 23.
- 7. forduló: 2016. április 20.
- 8. forduló: 2016. május 4.

Az középszakasz végső sorrendjét a bajnoki mérkőzéseken szerzett pontszámok összege határozza meg. Az első helyen a legtöbb, míg az utolsó, a 8. helyen a legkevesebb pontszámot szerzett egyesület végez. Pontegyenlőség esetén a bajnoki sorrendet az alábbi rendszer szerint határozzák meg:
Két csapat azonos pontszáma esetén
1. az egymás ellen játszott bajnoki mérkőzések pontkülönbsége
2. az egymás ellen játszott bajnoki mérkőzések gólkülönbsége
3. az alapszakaszbeli összes bajnoki mérkőzés gólkülönbsége
4. az alapszakaszbeli összes bajnoki mérkőzésen szerzett több gól
5. sorsolás

Három vagy több csapat azonos pontszáma esetén
1. az azonos pontszámú csapatok egymás elleni eredményéből számított „kisbajnokság” pontkülönbsége
2. azonos pontszám esetén a „kisbajnokság” gólkülönbsége
3. az alapszakaszbeli összes bajnoki mérkőzés gólkülönbsége
4. az alapszakaszbeli összes bajnoki mérkőzésen szerzett több gól
5. sorsolás

### A rájátszás
A középszakaszban kialakult sorrend alapján a csapatok helyosztó páros mérkőzéseket játszanak. Az 1-2 helyezettek a bajnoki címért (három győzelemig), a 3-4 helyezettek a bronz éremért (két győzelemig), az 5-6, 7-8, 9-10, 11-12, 13-14, 15-16. helyezett csapatok a további helyezésekért (két győzelemig).
A rájátszás mérkőzésein döntetlen eredmény nem születhet, a mérkőzéseket döntésig kell játszani. Több mérkőzésből álló párosmérkőzés esetén az első mérkőzés pályaválasztója mindig a középszakaszban jobb helyezést elért csapat, a további mérkőzéseken a pályaválasztói jog ez előzőhöz képest felcserélődik.

## Az alapszakasz

### A csoport
| #  | Csapat                      | M  | GY | D | V  | G+ – G– | GK   | P  | Megjegyzések          |
| -- | --------------------------- | -- | -- | - | -- | ------- | ---- | -- | --------------------- |
| 1. | Szolnoki Dózsa-KÖZGÉPCV     | 14 | 14 | 0 | 0  | 202–85  | +117 | 42 | Feljutás a felsőházba |
| 2. | ZF-Eger                     | 14 | 12 | 0 | 2  | 190–98  | +92  | 36 | Feljutás a felsőházba |
| 3. | Tiszavirág Szeged Diapolo   | 14 | 8  | 0 | 6  | 144–138 | +6   | 24 | Feljutás a felsőházba |
| 4. | BVSC-Wáberer Hungária-Zugló | 14 | 7  | 2 | 5  | 139–139 | 0    | 23 | Feljutás a felsőházba |
| 5. | PannErgy-MVLCÚ              | 14 | 5  | 1 | 8  | 125–167 | −42  | 16 | Kiesés az alsóházba   |
| 6. | Valdor-Szentes              | 14 | 4  | 2 | 8  | 125–177 | −52  | 14 | Kiesés az alsóházba   |
| 7. | Kaposvári VK                | 14 | 2  | 1 | 11 | 87–141  | −54  | 7  | Kiesés az alsóházba   |
| 8. | TVSEÚ                       | 14 | 1  | 0 | 13 | 107–174 | −67  | 3  | Kiesés az alsóházba   |

Utolsó frissítés: 2016. április 9. 
Forrás: Magyar vízilabda-szövetség 
A rangsorolás alapszabályai: 1. összpontszám, 2. egymás elleni mérkőzések pontkülönbsége, 3. egymás elleni mérkőzések gólkülönbsége, 4. gólkülönbség, 5. szerzett gólok száma, 6. sorsolás.
(B): Bajnokcsapat, (K): Kieső csapat, (F): Feljutó csapat, (I): Kupainduló, (R): A rájátszás győztese, (KGY): Kupagyőztes

### B csoport
| #  | Csapat               | M  | GY | D | V  | G+ – G– | GK   | P  | Megjegyzések          |
| -- | -------------------- | -- | -- | - | -- | ------- | ---- | -- | --------------------- |
| 1. | A HÍD-OSC-Újbuda     | 14 | 12 | 0 | 2  | 164–82  | +82  | 36 | Feljutás a felsőházba |
| 2. | Ferencvárosi TC      | 14 | 11 | 0 | 3  | 153–101 | +52  | 33 | Feljutás a felsőházba |
| 3. | Budapesti Honvéd SE  | 14 | 10 | 1 | 3  | 135–103 | +32  | 31 | Feljutás a felsőházba |
| 4. | VasasPLAKET          | 14 | 7  | 2 | 5  | 141–145 | −4   | 23 | Feljutás a felsőházba |
| 5. | Debreceni VSE        | 14 | 7  | 1 | 6  | 119–109 | +10  | 22 | Kiesés az alsóházba   |
| 6. | PVSK-Mecsek Füszért  | 14 | 3  | 0 | 11 | 121–147 | −26  | 9  | Kiesés az alsóházba   |
| 7. | UVSE-Hunguest Hotels | 14 | 3  | 0 | 11 | 114–154 | −40  | 9  | Kiesés az alsóházba   |
| 8. | KSI SE               | 14 | 1  | 0 | 13 | 83–189  | −106 | 3  | Kiesés az alsóházba   |

Utolsó frissítés: 2016. április 9. 
Forrás: Magyar vízilabda-szövetség 
A rangsorolás alapszabályai: 1. összpontszám, 2. egymás elleni mérkőzések pontkülönbsége, 3. egymás elleni mérkőzések gólkülönbsége, 4. gólkülönbség, 5. szerzett gólok száma, 6. sorsolás.
(B): Bajnokcsapat, (K): Kieső csapat, (F): Feljutó csapat, (I): Kupainduló, (R): A rájátszás győztese, (KGY): Kupagyőztes

### A csoport
| Hazai \ Vendég1             | BVSC  | SZEG  | EGER | TVSE | SZOL | SZEN  | MVLC  | KAP  |
| BVSC-Wáberer Hungária-Zugló |       | 14–11 | 7–12 | 16–9 | 8–12 | 12–9  | 14–12 | 11–8 |
| Tiszavirág Szeged Diapolo   | 5–8   |       | 8–12 | 12–5 | 6–13 | 16–8  | 12–7  | 10–6 |
| ZF-Eger                     | 14–6  | 15–7  |      | 17–9 | 6–8  | 18–6  | 13–7  | 11–8 |
| TVSE                        | 6–10  | 9–11  | 6–17 |      | 8–13 | 11–14 | 11–10 | 7–8  |
| Szolnoki Dózsa-KÖZGÉP       | 12–6  | 18–9  | 9–4  | 19–4 |      | 17–6  | 21–5  | 16–1 |
| Valdor-Szentes              | 11–11 | 8–14  | 5–16 | 11–9 | 9–16 |       | 9–9   | 8–7  |
| PannErgy-MVLC               | 11–9  | 7–12  | 7–17 | 10–8 | 8–17 | 14–13 |       | 10–4 |
| Kaposvári VK                | 7–7   | 8–11  | 5–18 | 6–5  | 5–11 | 7–8   | 7–8   |      |

Utolsó felvett mérkőzés dátuma: 2015. október 1. 
Forrás: Magyar Vízilabda-szövetség 
1A hazai csapatok a bal oldali oszlopban szerepelnek.
Színek: Zöld = hazai győzelem; Sárga = döntetlen; Piros = vendéggyőzelem.
 

### B csoport
| Hazai \ Vendég1      | FTC   | KSI  | OSC  | UVSE  | PVSK  | VAS   | DVSE | HON   |
| Ferencvárosi TC      |       | 16–7 | 4–9  | 12–7  | 15–12 | 10–3  | 10–7 | 7–8   |
| KSI SE               | 6–16  |      | 7–20 | 8–10  | 11–8  | 8–14  | 4–12 | 5–15  |
| A HÍD-OSC-Újbuda     | 8–7   | 14–3 |      | 14–7  | 7–5   | 16–7  | 13–5 | 7–10  |
| UVSE-Hunguest Hotels | 8–12  | 9–6  | 7–15 |       | 7–10  | 11–14 | 7–8  | 7–8   |
| PVSK-Mecsek Füszért  | 10–16 | 13–4 | 7–13 | 9–12  |       | 8–9   | 4–10 | 12–10 |
| VasasPLAKET          | 7–15  | 16–6 | 3–13 | 18–7  | 12–10 |       | 9–8  | 11–11 |
| Debreceni VSE        | 7–8   | 14–6 | 7–5  | 8–5   | 10–9  | 9–9   |      | 9–12  |
| Budapesti Honvéd SE  | 2–5   | 12–2 | 3–10 | 12–10 | 11–4  | 13–9  | 8–5  |       |

Utolsó felvett mérkőzés dátuma: 2015. október 1. 
Forrás: Magyar Vízilabda-szövetség 
1A hazai csapatok a bal oldali oszlopban szerepelnek.
Színek: Zöld = hazai győzelem; Sárga = döntetlen; Piros = vendéggyőzelem.
 

## A középszakasz

### Felsőház
| #  | Csapat                      | M | GY | D | V | DG–KG  | GK  | P  | Megjegyzések               |
| -- | --------------------------- | - | -- | - | - | ------ | --- | -- | -------------------------- |
| 1. | Szolnoki Dózsa-KÖZGÉPCV     | 8 | 8  | 0 | 0 | 109–50 | 59  | 66 | Rájátszás a bajnoki címért |
| 2. | ZF-Eger                     | 8 | 6  | 2 | 0 | 107–70 | 37  | 56 | Rájátszás a bajnoki címért |
| 3. | A HÍD-OSC-Újbuda            | 8 | 4  | 0 | 4 | 89–75  | 14  | 48 | Rájátszás a bronzéremért   |
| 4. | Ferencvárosi TC             | 8 | 3  | 1 | 4 | 69–92  | -23 | 43 | Rájátszás a bronzéremért   |
| 5. | ContiTech-Szeged Diapolo    | 8 | 4  | 0 | 4 | 77–67  | 10  | 36 | Rájátszás a 5-6. helyért   |
| 6. | BVSC-Wáberer Hungária-Zugló | 8 | 3  | 1 | 4 | 80–87  | -7  | 33 | Rájátszás a 5-6. helyért   |
| 7. | Budapesti Honvéd SE         | 8 | 0  | 1 | 7 | 57–84  | -27 | 32 | Rájátszás a 7-8. helyért   |
| 8. | VasasPLAKET                 | 8 | 1  | 1 | 6 | 59–122 | -63 | 27 | Rájátszás a 7-8. helyért   |

### Alsóház
| #  | Csapat               | M | GY | D | V | DG–KG | GK  | P  | Megjegyzések               |
| -- | -------------------- | - | -- | - | - | ----- | --- | -- | -------------------------- |
| 1. | Debreceni VSE        | 8 | 4  | 2 | 2 | 84–71 | 13  | 36 | Rájátszás a 9-10. helyért  |
| 2. | PannErgy-MVLCÚ       | 8 | 5  | 0 | 3 | 89–75 | 14  | 31 | Rájátszás a 9-10. helyért  |
| 3. | Valdor-Szentes       | 8 | 5  | 1 | 2 | 80–76 | 4   | 30 | Rájátszás a 11-12. helyért |
| 4. | Kaposvári VK         | 8 | 5  | 2 | 1 | 84–71 | 13  | 24 | Rájátszás a 11-12. helyért |
| 5. | UVSE-Hunguest Hotels | 8 | 4  | 1 | 3 | 74–69 | 5   | 22 | Rájátszás a 13-14. helyért |
| 6. | PVSK-Mecsek Füszért  | 8 | 2  | 2 | 4 | 75–83 | -8  | 17 | Rájátszás a 13-14. helyért |
| 7. | TVSEÚ                | 8 | 1  | 3 | 4 | 63–74 | -11 | 9  | Rájátszás a 15-16. helyért |
| 8. | KSI SE               | 8 | 0  | 1 | 7 | 63–93 | -30 | 4  | Rájátszás a 15-16. helyért |

## A bajnokság végeredménye
| #   | Csapat                              | Megjegyzések        |
| --- | ----------------------------------- | ------------------- |
| 1.  | Szolnoki Dózsa-KÖZGÉP (kupagyőztes) | LEN-bajnokok ligája |
| 2.  | ZF-Eger                             | LEN-bajnokok ligája |
| 3.  | A HÍD-OSC-Újbuda                    | LEN-bajnokok ligája |
| 4.  | Ferencvárosi TC                     | LEN-Európa-kupa     |
| 5.  | BVSC-Wáberer Hungária-Zugló         | LEN-Európa-kupa     |
| 6.  | Tiszavirág Szeged Diapolo           |                     |
| 7.  | VasasPLAKET                         |                     |
| 8.  | Budapesti Honvéd SE                 |                     |
| 9.  | Debreceni VSE                       |                     |
| 10. | PannErgy-MVLC                       |                     |
| 11. | Kaposvári VK                        |                     |
| 12. | Valdor-Szentes                      |                     |
| 13. | UVSE-Hunguest Hotels                |                     |
| 14. | PVSK-Mecsek Füszért                 |                     |
| 15. | TVSE                                | Osztályozó          |
| 16. | KSI SE                              | Kiesés az OB I/B-be |

## A góllövőlista élmezőnye
Utolsó frissítés: 2016. május 28., forrás: Magyar Vízilabda-szövetség Archiválva 2019. május 17-i dátummal a Wayback Machine-ben.
|     | Hely | Gól | Játékos            | Csapat                    |
| --- | ---- | --- | ------------------ | ------------------------- |
| 1.  |      | 61  | Bátori Bence       | A HÍD-OSC-Újbuda          |
| 2.  |      | 61  | Francsics Dániel   | TVSE                      |
| 3.  |      | 57  | Varga Dénes        | Szolnoki Dózsa-KÖZGÉP     |
| 4.  |      | 53  | Ivan Basara        | PVSK-Mecsek Füszért       |
| 5.  |      | 51  | Stefan Mitrović    | Szolnoki Dózsa-KÖZGÉP     |
| 6.  |      | 49  | Szivós Márton      | ZF-Eger                   |
| 7.  |      | 48  | Berta József       | Kaposvári VK              |
| 8.  |      | 47  | Marko Cuk          | Ferencvárosi TC           |
| 9.  |      | 47  | Kállay Márk        | Debreceni VSE             |
| 10. |      | 46  | Manhercz Krisztián | Tiszavirág Szeged Diapolo |